# Sotto le macerie dell'assolutismo
Sotto le macerie dell'assolutismo (in russo Под обломками самодержавия?, 'Pod oblomkami samoderžavija') è un film del 1917 diretto da 
Vjačeslav Viskovskij.